# Soyuz T-7
Soyuz T-7 fue una misión espacial soviética tripulada realizada en una nave Soyuz T. Fue lanzada el 19 de agosto de 1982 desde el cosmódromo de Baikonur mediante un cohete Soyuz hacia la estación Salyut 7 con tres cosmonautas a bordo. Entre la tripulación se encontraba Svetlana Savítskaya, la segunda mujer en viajar al espacio tras Valentina Tereshkova.
La tripulación llevó experimentos, correo y otras cargas a la Salyut 7 y regresó en la Soyuz T-5, dejando la T-7 acoplada a la estación para su uso por la tripulación residente.

## Tripulación
- Leonid Popov (Comandante)
- Aleksandr Serebrov (Ingeniero de vuelo)
- Svetlana Savítskaya (Especialista científico)

### Tripulación de respaldo
- Vladimir Vasyutin (Comandante)
- Viktor Savinykh (Ingeniero de vuelo)
- Irina Pronina (Especialista científica)